# Tona (España)
Tona es una localidad y municipio de la provincia de Barcelona, España.

## Historia
La población posee un denso pasado histórico que ha dejado abundantes vestigios. Las primeras huellas de actividad humana en el término proceden del Neolítico. En el llamado Camp de les Lloses se descubrieron los restos de un Vicus romanorepublicano de los ss. II-I a. C. Parece haber tenido un origen ibero (ss. V-III a. C.) el asentamiento en la cima del cerro que domina la población, alrededor de la iglesia de San Andrés (documentada desde 888 u 889) y del llamado castillo de Tona (en realidad una torre cuadrada cuya finalidad exacta se desconoce). Posteriormente surgió otro núcleo de población alrededor de la iglesia de Santa María del Barri (conocida desde 1011), al pie de la montaña. A lo largo de los siglos se desarrolló un nuevo núcleo de población en la parte más llana que quedó consolidado a principios del siglo XIX con la construcción de la nueva iglesia parroquial.
El descubrimiento de aguas medicinales provocó en el último tercio del siglo XIX la aparición de balnearios y segundas residencias que convirtieron a Tona en lugar de veraneo de la burguesía barcelonesa. Llegó a tener cuatro balnearios, Codina, Ullastres, Roqueta y la propiedad Segalés, de aguas sulfurosas. Hoy sólo subsiste el Codina, a la salida del pueblo en dirección a Collsuspina.

## Demografía
Tona cuenta con una población de 8511 habitantes (INE 2024).
| Gráfica de evolución demográfica de Tona entre 1842 y 2021 |
| |
| Población de derecho según los censos de población del INE. Población de hecho según los censos de población del INE.En este censo se denominaba Tona y Cuadra de Mourodon: 1842. |

| 1900 | 1930 | 1950 | 1970 | 1981 | 1986 | 2006 | 2008 | 2009 | 2022 |
| ---- | ---- | ---- | ---- | ---- | ---- | ---- | ---- | ---- | ---- |
| 1268 | 2133 | 2265 | 4383 | 5124 | 5289 | 7328 | 7805 | 7955 | 8368 |

## Comunicaciones
Se encuentra junto a la autovía de Barcelona a Vic C-17) y a dos kilómetros de la estación de ferrocarril de Balenyá-Tona-Seva de la línea de Barcelona a Puigcerdá. De Tona parten también la antigua N-141 a Manresa y la carretera a San Celoni a través del Montseny.

## Economía
La economía está muy diversificada, junto a la agricultura y la ganadería hay industrias variadas y actividades turísticas. 

## Patrimonio

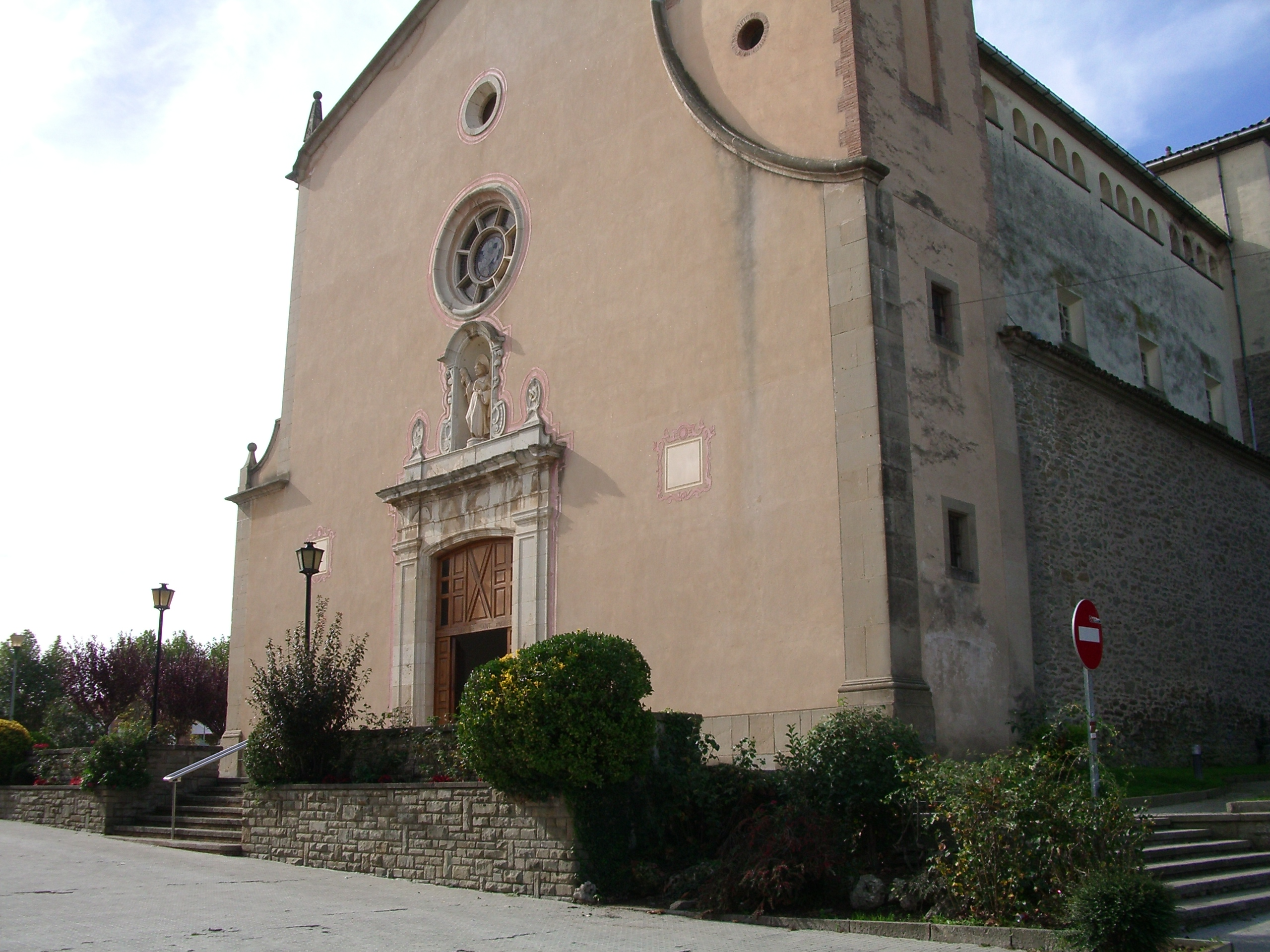
Parroquia de San Andrés.

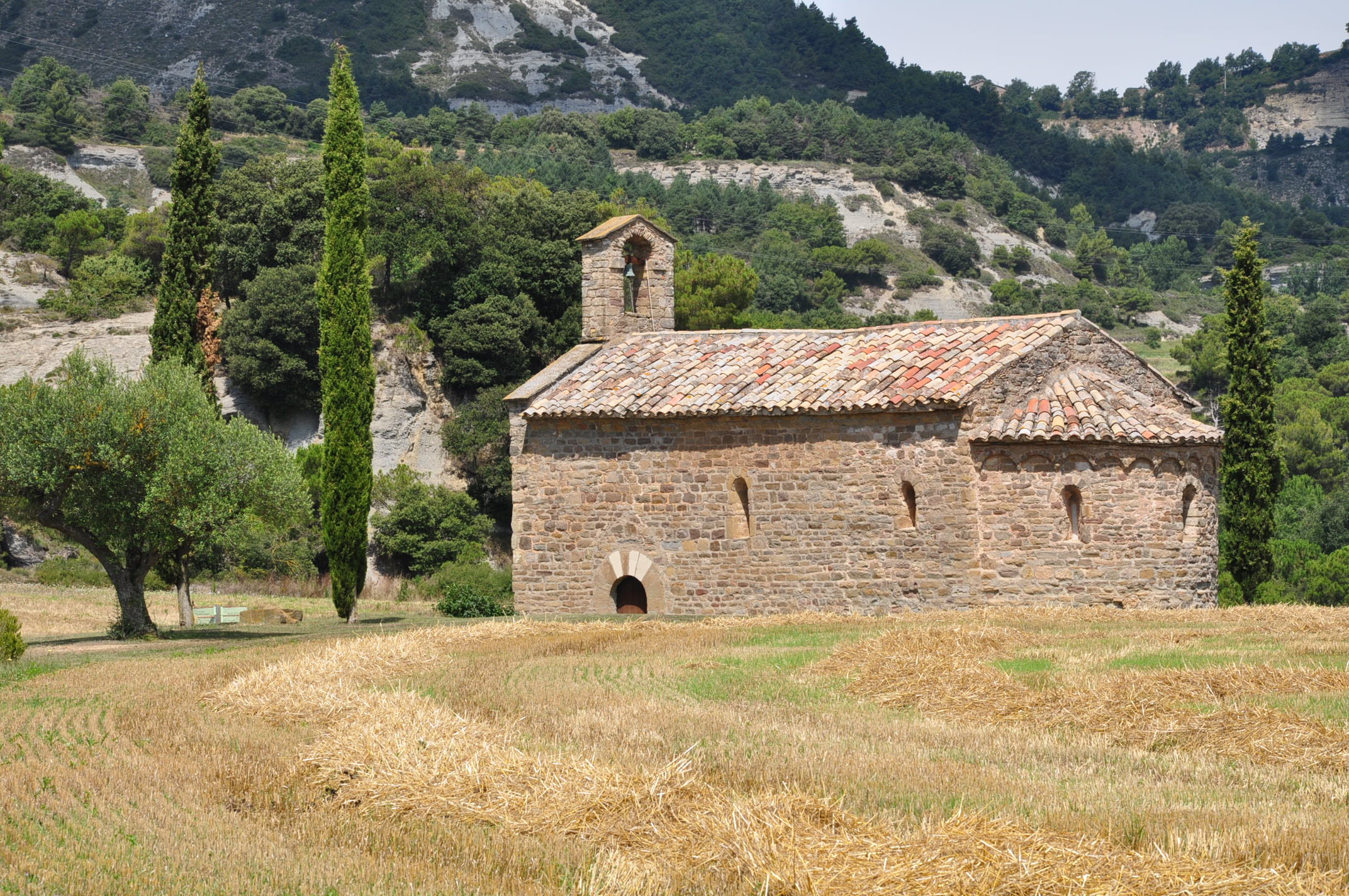
San Miguel de Vilageliu.

- Iglesia parroquial de San Andrés de Tona.
- Castillo de Tona.
- Iglesia de Sant Andreu del Castell de Tona. Románica-lombarda de la primera mitad del siglo XI.
- Iglesia de Santa María del Barri. Románico del siglo XII. Esa iglesia se menciona como Mare de Déu de Lurdes en los mapas por el Instituto Cartográfico de Cataluña y por señales locales.
- Iglesia de Sant Miquel de Vilageriu. Románica del siglo XI-XII.
- Iglesia de Santa María de Mont-rodon. Documentada desde el año 1154.
- Casal de Mont-rodon. Gótico (1448-1452) con vestigios románicos.
- Yacimiento del Camp de les Lloses. Ibero-romano del siglo II a. C.
- Puente de Vilageriu.

## Personajes célebres
- Antoni Bayés i Fuster, médico.
- Salvador Gurri, escultor.
- Josep Molera "el noi de Tona".
- Marià Puigllat i Amigó, obispo de Lérida.
- Antoni Ristol i Vilageliu, abogado y político.
- Felip Vall i Verdaguer, pintor.